# Rolled Gold+: The Very Best of the Rolling Stones
Rolled Gold+: The Very Best of the Rolling Stones je dvostruki, kompilacijski album The Rolling Stonesa iz 2007. godine. Predstavlja prošireno reizdanje albuma Rolled Gold iz 1975.

## Popis pjesama

### Disk 1
1. "Come On"
2. "I Wanna Be Your Man"
3. "Not Fade Away"
4. "Carol"
5. "Tell Me (You're Coming Back)"
6. "It's All Over Now"
7. "Little Red Rooster"
8. "Heart of Stone"
9. "Time Is on My Side"
10. "The Last Time"
11. "Play with Fire"
12. "(I Can't Get No) Satisfaction"
13. "Get Off of My Cloud"
14. "I'm Free"
15. "As Tears Go By"
16. "Lady Jane"
17. "Paint It, Black"
18. "Mother's Little Helper"
19. "19th Nervous Breakdown"
20. "Under My Thumb"
21. "Out of Time"
22. "Yesterday's Papers"
23. "Let's Spend the Night Together"
24. "Have You Seen Your Mother, Baby, Standing in the Shadow?"

### Disk 2
1. "Ruby Tuesday"
2. "Dandelion"
3. "She's a Rainbow"
4. "We Love You"
5. "2000 Light Years from Home"
6. "Jumpin' Jack Flash"
7. "Street Fighting Man"
8. "Sympathy for the Devil"
9. "No Expectations"
10. "Let It Bleed"
11. "Midnight Rambler"
12. "Gimme Shelter"
13. "You Can't Always Get What You Want"
14. "Brown Sugar"
15. "Honky Tonk Women"
16. "Wild Horses"

## Top ljestvice

### Album
| Godina | Ljestvica        | Pozicija |
| ------ | ---------------- | -------- |
| 2007.  | UK Top 75 Albuma | #26      |

## Vanjske poveznice
- allmusic.com - Rolled Gold+: The Very Best of the Rolling Stones